# Mariä Opferung (Hack)

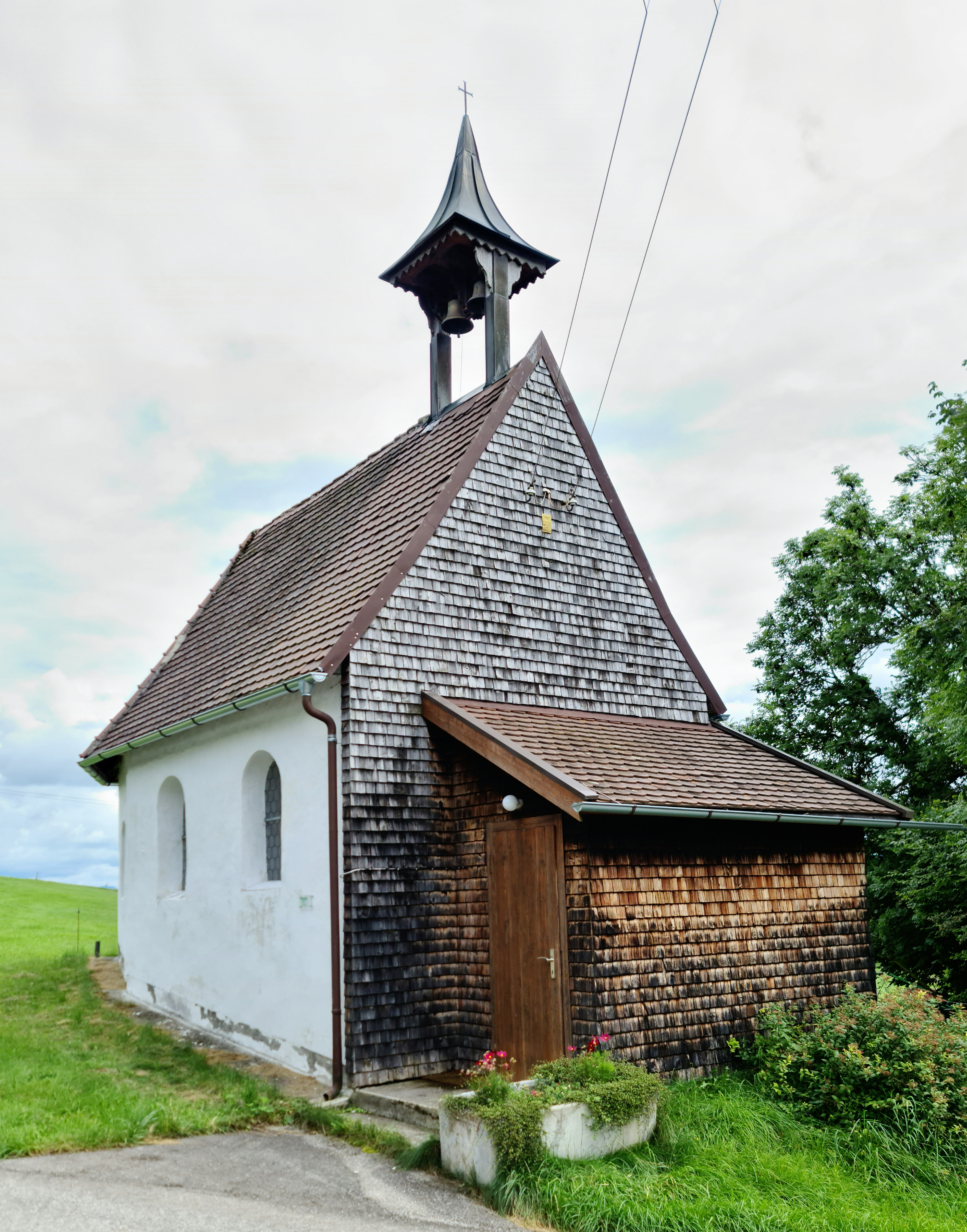
Kapelle Mariä Opferung in Hack

Die südöstlich von Rückholz gelegene römisch-katholische Kapelle Mariä Opferung ist eine Kapelle im ostallgäuischen Weiler Hack (Gemeinde Seeg). Sie wurde 1666 erbaut. Das denkmalgeschützte Bauwerk stellt ein Kleinod unter den in der Barockzeit mit manieristischer Kunst ausgestatteten Kapellen im Allgäu dar.

## Geschichte

Das Kapelleninnere

Im Jahr 1666 ließen die Hacker Bauern Michel Guggemos und die Brüder Hans und Jörg Roth „Gott, und unserer Frau Rosenkranz zu Ehren“ die Kapelle erbauen, wie eine Inschrift auf der Rückseite des Chorbogens berichtet. Im Jahr 1960 wurde die Kapelle gründlich renoviert, dabei kamen Fresken in manieristischer Art zum Vorschein. Der Kunstmaler Josef Lorch aus Füssen hat die in Seccomalerei ausgeführten Fresken konserviert.

## Beschreibung
Der Sakralbau besitzt ein zweijochiges Langhaus und einen kurzen eingezogenen Chor mit Dreiachtelschluss. Das Langhaus  weist ein Kreuzgratgewölbe auf, das auf Wandpfeilern ruht, der Chor besitzt ein Kappengewölbe.

Hochaltar

Der auffälligste Schmuck der Kapelle sind neben den drei Altären die zahlreichen Gewölbe- und Wandfresken. Die Zwickel, die Grate und Fensterumrahmungen sind variantenreich ornamentiert.
Die aus der Bauzeit stammende Altarausstattung ist nachmanieristisch gestaltet. In der Mittelnische des Hochaltars befindet sich eine bekleidete Madonna aus dem 18. Jahrhundert, die außerhalb der Säulen von den Statuen der heiligen Eltern Mariens Joachim und Anna begleitet wird. Im Auszug ist eine Darstellung von Gottvater. Gottvater und zwei Leuchterengel am Hochaltar werden Georg Bayrhoff zugeschrieben, wie auch das Kruzifix am Chorbogen. Die seitlichen Figuren des Hochaltars werden Georg Bayrhoff oder Martin Schneider zugeschrieben.
Die schmalen etwa nur 180 cm hohen Seitenaltäre stellen auf den Altarblättern die Verkündigung Mariens (links) und die Heilige Familie (rechts) dar, in den Auszügen sind der Erzengel Michael (links) und der hl. Johannes der Täufer (rechts) zu sehen.
Die Kreuzwegstationen stammen aus der Zeit um 1800. In dem innen verputzten hölzernen Vorzeichen befindet sich ein Bild des Malers R. Pollaski aus dem Jahr 1971.